# Базальт (Саратов)
ФГУП Базальт — российское предприятие машиностроения, специализирующееся на производстве изделий точной механики из бериллия и его сплавов, а также бериллия в слитках. Располагается в Саратове. Входит в состав концерна Росатом

## История
Решение о строительстве завода было принято Постановлением ЦК КПСС и Совета Министров СССР от 31 декабря 1966 года № 50-15 в связи с потребностями ракетно-космической промышленности в высокоточных навигационных приборах.
Строительство завода началось в 1970 году на окраине Ленинского района Саратова и продолжалось до 1973 года.
После выхода предприятия на полную мощность, объём перерабатываемого бериллия составлял около 30 тонн в год.
Начало 1990-х годов стало для предприятия как и для всей экономики проблемным. Так, падение объёма производства только в 1990 году составило около 90 %.
В 2001 году предприятие было выделено из ФГУП «ПО „Корпус“» «Росавиакосмоса» в отдельное юридическое лицо с подчинением Министерству Российской Федерации по атомной энергии. С этого момента предприятие сконцентрировалось на удовлетворении потребностей предприятий атомной отрасли, после чего началось восстановление производства. В частности, за несколько лет объём производства вырос в 10 раз.
Предприятие планируется объединить с ФГУП «Маяк».

## Предприятие сегодня
На сегодняшний день «Базальт» выпускает изделия точной механики из бериллия, изделия из бериллия вакуумноплотные, слитки металлического бериллия и медно-бериллиевую лигатуру.
Предприятие относится к 1 классу опасности, в связи с чем вокруг него установлена санитарно-защитная зона в 500 м.